# 博爾津卡河

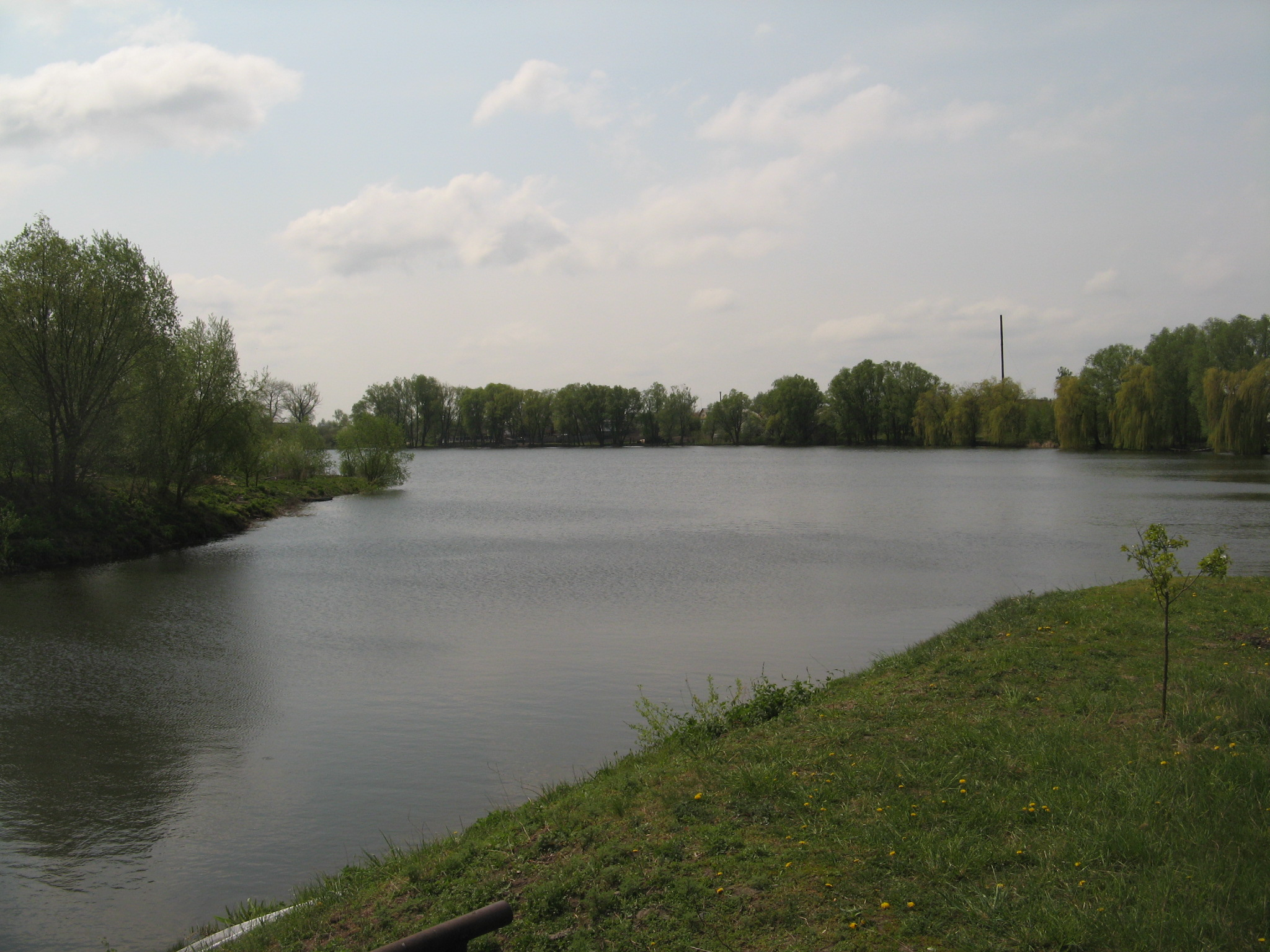

博爾津卡河（烏克蘭語：Борзенка），是位於烏克蘭的河流，位於該國北部，屬於博爾茲納河的右支流，流經切爾尼戈夫州，河道全長50公里，流域面積423平方公里。